# سیمز ۲
سیمز ۲ (به انگلیسی: The Sims 2) عنوان یک بازی ویدئویی به سبک استراتژیک و شبیه‌سازی زندگی است که توسط ماکسیس توسعه یافته و به‌وسیلهٔ الکترونیک آرتس منتشر شده‌است. سیمز ۲ یکی از پرفروشترین بازی‌های تاریخ محسوب می‌شود، که بیش از ۷۵ میلیون نسخه از آن در سراسر جهان به فروش رفته است. این بازی دومین قسمت اصلی از مجموعه بازی‌های سیمز به‌شمار می‌رود و دنبالهٔ سیمز است. سیمز ۲ در ۱۴ سپتامبر ۲۰۰۴، برای مایکروسافت ویندوز به بازار عرضه شد. نسخه‌ای سازگار شده از آن در ۱۷ ژوئن ۲۰۰۵، برای سیستم‌عامل مک‌اواس منتشر شد. در ادامه هشت بسته الحاقی برای آن در دسترس قرار گرفت.

## ریشه نام
نام سیمز جمع کلمه «The Sim» است، که اشاره به افرادی که در بازی زندگی می‌کنند دارد و خود این کلمه مخفف کلمه انگلیسی simulation به معنای شبیه‌سازی است.

## گیم‌پلی
در این بازی بازیکن باید بتواند زندگی یک خانواده را از طریق دستور دادن کنترل کند. همچنین هر فرد نیازهای خاصی دارد مثلاًْ غذا خوردن، خوابیدن ٬استحمام و ... که فرد با دستور دادن او را در پر کردن این نیازها یاری می‌کند و این نیازها با کمک وسایل خانه رفع می‌شود مثلاًْ برای خوابیدن فرد باید تختخواب داشته باشد و هرچه تختخواب گرانتر باشد با سرعت بیشتری نیاز خواب او رفع می‌شود و برای خریدن این وسایل و غذا خوردن فرد باید پولی در آورد که می‌تواند دزد٬پلیس٬پرستار٬نظامی و... باشد و بسته به توانایی‌هایش حقوق می‌گیرد. این گیم پلی هیچگاه تمامی ندارد.

## یادداشت
برای این بازی تاکنون بسته‌های الحاقی زیادی ساخته و روانه بازار شده‌اند:
بسته‌های الحاقی:
1. دانشگاه
2. زندگی شبانه
3. تجارت آزاد
4. حیوانات خانگی
5. فصل‌ها
6. سفر تفریحی
7. وقت آزاد
8. آپارتمان‌نشینی

Stuff Packs:
1. Family Fun Stuff Pack
2. Glamour Life Stuff Pack
3. TCelebration Stuff Pack
4. H&M® Fashion Stuff Pack
5. Teen Style Stuff Pack
6. Kitchen & Bath Interior Design Stuff Pack
7. IKEA Home Stuff

The Sims 2 Double Deluxe
The Sims Stories
1. Life Stories
2. Pets tories
3. TCastaway stories